# Институт теоретической физики имени Л. Д. Ландау РАН
Институ́т теорети́ческой фи́зики им. Л. Д. Ланда́у — научно-исследовательский институт РАН.
Основан в 1964 году после автоаварии, жертвой которой стал Л. Д. Ландау, чтобы сохранить его научную школу (учеников). Институт находится недалеко от Москвы (44 км от МКАД) — в г. Черноголовка (существует также подразделение в Москве на территории Института физических проблем им. П. Л. Капицы).
Главные направления исследования института:
- Физика конденсированного состояния
- Низкоразмерные системы и мезоскопические системы
- Нелинейная динамика
- Квантовая теория поля
- Релятивистская астрофизика и космология
- Квантовые вычисления
- Математическая физика
- Вычислительная физика и сетевые исследования

В отличие от большинства НИИ, Институт теоретической физики успешно справился с кризисом 1990-х годов. Хотя около половины его учёных работают в научно-исследовательских центрах за границей, многие из них сохраняют тесные связи со своим институтом, поддерживая молодых теоретиков института.
До 1992 года институт возглавлял акад. И. М. Халатников, затем акад. В. Е. Захаров, в 2003—2018 годах — член-корр. РАН В. В. Лебедев.
В 2022 году, на фоне вторжения России на Украину, институт как организация, занимающаяся передовыми технологиями, был добавлен в санкционные списки США, утверждённые указом 14024 от 15 апреля 2021 года. Добавление связано с тем, что указ 2021 года был расширен на сектор экономики России, связанный с квантовыми вычислениями.

## Сотрудники
В институте работали и работают физики и математики — нобелевский лауреат академик А. А. Абрикосов, академики Л. П. Горьков, В. Е. Захаров, Е. А. Кузнецов, А. И. Ларкин, А. Б. Мигдал, С. П. Новиков, Я. Г. Синай, А. А. Старобинский, Г. М. Элиашберг, члены-корреспонденты АН СССР и РАН С. И. Анисимов, А. А. Белавин, В. Н. Грибов, И. Е. Дзялошинский, Н. А. Иногамов, В. В. Лебедев, Ю. Г. Махлин, Ю. Н. Овчинников, А. М. Поляков, Б. Л. Фейгин, профессора РАН И. С. Бурмистров, П. М. Лушников, А. Я. Мальцев, профессора В. А. Белинский, В. Л. Березинский, Г. Е. Воловик, К. Б. Ефетов, А. Б. Замолодчиков, А. Ю. Китаев, И. М. Кричевер, А. А. Мигдал, В. Л. Покровский, М. В. Фейгельман и др.